# Spongia intermedia
Spongia intermedia är en svampdjursart som beskrevs av Hyatt 1877. Spongia intermedia ingår i släktet Spongia och familjen Spongiidae. Inga underarter finns listade i Catalogue of Life.